# 手塚裕警
手塚 裕警（てづか ひろたか、1978年3月6日 - ）は、日本のモデルである。北海道幌泉郡えりも町出身。所属事務所は株式会社medel（メデル）。國學院大學神道学科出身で、現在は実家の神社の禰宜を務める。妹はプロ雀士の手塚紗掬で、佐々木寿人は義弟。
北海道を中心に、CM・スチール・ショーなどで活躍している。
主な出演にアサヒビール（CM）、石屋製菓（CM）、NTTドコモ（スチール）、三越百貨店（ショー）などがある。

## 活動実績
北海道の公的団体、観光地、企業、スポーツチームなどのPRを中心に活動している。また、2011年からえりも町議会議員を1期つとめた経験を持つ（2015年以降も出馬しているが、いずれも最下位落選）。

### CM・PV
- 北海道労働金庫[7]
- 北海道木材産業協同組合連合会[8]
- JRタワー札幌[9]
- セイコーマート・ホットシェフ[10]
- 北海道庁
- 北海道日本ハムファイターズ
- 定山渓観光協会
- JA共済
- イオン北海道火曜市
- 札幌テレビ放送（STV）五つ星ショッピング
- 野口観光
- 三菱地所
- 佐藤水産
- よつ葉乳業
- アサヒビール「ダブルゼロ」
- 損保ジャパン
- DIY生命
- 石屋製菓
- ものまねグランプリ
- Antenna
- BODEN
- Denny
- ジュエリーかまた
- ジョンソン・ホームズ

### スチール
- トヨタ自動車 プリウス
- じゃらん
- びっくりドンキー
- イオン
- 後志観光協会
- 北海道BUBU
- 北海道ウォーカー
- ミルクランド北海道
- ラルズマート
- 京王プラザホテル
- 宮の森スポーツクラブ
- DOCOMO エクスペリア
- 住友不動産
- 札幌ブランバーチ・チャペル
- ソルトウェディング
- アクティブイノベーション

### ショー・イベント
- 札幌三越フロアショー
- 札幌パークホテル
- 京王プラザホテル札幌
- ワタベウェディング ブライダルショー
- ホテルモントレ札幌
- ホテルモントレ・エーデルホフ札幌
- ルネッサンスサッポロホテル
- 札幌ファッションレボリューション（NHK北海道主催）